# Vienna (Maryland)
Vienna – miasto w Stanach Zjednoczonych, w stanie Maryland, w hrabstwie Cumberland.